# Partido Democrático (Portugal)
O Partido Democrático foi um partido político português do tempo da I República; aquando da secessão dos Evolucionistas e dos Unionistas do Partido Republicano Português, em Fevereiro de 1912, o Partido Democrático declarou-se seu herdeiro, tendo-se apoderado da sua máquina eleitoral e propagandística, o que explica a sua ampla predominância política ao longo de toda a I República.
Na verdade, a expressão Partido Democrático não é de todo correcta, pois que o Partido Republicano Português nunca se extinguiu, e os seus continuadores «democráticos» nunca o renomearam; esta designação é antes devida aos seus opositores políticos, que consideravam ilegítima a apropriação da designação pelo grupo de Afonso Costa, o novo líder do partido. Em virtude disso, os seus apoiantes eram conhecidos como afonsistas (do nome do seu líder), tendo no jornal O Mundo o seu órgão de imprensa.
Partido de esquerda, e partido vocacionado para o poder, conseguiu naturalmente criar muitos “anticorpos” ao longo da I República, fosse através das inúmeras revoltas perpetradas contra o regime (dada a sua preponderância política, na qual muitos não se reviam), fosse através de cisões internas.
Esteve coligado com o Partido Evolucionista no governo da União Sagrada, para fazer face aos problemas decorrentes da I Guerra Mundial; o sidonismo foi em parte um movimento anti-Partido Democrático.
Após 1919, com a ausência do líder em Paris para assistir às Conferências de Paz, a chefia partidária foi confiada a António Maria da Silva. Nessa segunda fase de vida do partido, a contestação política, popular e sindical às suas políticas levou a um clima de revolta constante, e à formação de duas novas cisões dentro do partido, desta feita à sua esquerda: o Partido Republicano da Esquerda Democrática e o Partido Reformista.
Tal foi a identificação entre a República e o Partido Democrático dominou de tal modo a vida política portuguesa entre 1911 e 1926 que Marcelo Rebelo de Sousa a qualificou como «um multipartidarismo de partido dominante», e o historiador Fernando Rosas chamou mesmo a este monopólio político, uma «Ditadura democrática», no sentido de uma «Ditadura» exercida pelos democráticos (cerca de 25 dos 45 ministérios da I República foram exclusiva ou predominantemente formados por democráticos). A Revolução Nacional de 28 de Maio de 1926 viria a encontrá-lo no poder (sexto governo de António Maria da Silva).

## Resultados eleitorais

### Eleições legislativas
| Data | Líder                  | CI.     | Votos   | %              | +/-     | Deputados | +/-     | Senadores | +/-     | Status   |
| ---- | ---------------------- | ------- | ------- | -------------- | ------- | --------- | ------- | --------- | ------- | -------- |
| 1913 | Afonso Costa           | 1.º     | N/D     | 44,00 / 100,00 |         | 68 / 153  |         | 24 / 71   |         | Governo  |
| 1915 | Afonso Costa           | 1.º     | 176 939 | 63,00 / 100,00 | 19,0    | 106 / 163 | 38      | 45 / 69   | 21      | Governo  |
| 1918 | Boicote                | Boicote | Boicote | Boicote        | Boicote | Boicote   | Boicote | Boicote   | Boicote | Boicote  |
| 1919 | Afonso Costa           | 1.º     | N/D     | 55,00 / 100,00 |         | 96 / 156  |         | 45 / 68   |         | Governo  |
| 1921 | Afonso Costa           | 2.º     | N/D     | 30,00 / 100,00 | 25,0    | 54 / 163  | 32      | 22 / 71   | 14      | Oposição |
| 1922 | Afonso Costa           | 1.º     | N/D     | 47,00 / 100,00 | 17,0    | 74 / 163  | 20      | 37 / 70   | 15      | Governo  |
| 1925 | António Maria da Silva | 1.º     | N/D     | 53,00 / 100,00 | 6,0     | 83 / 163  | 9       | 39 / 65   | 2       | Governo  |

### Eleições presidenciais
| Data    | Candidato apoiado              | 1ª Volta | 1ª Volta   | 2ª Volta | 2ª Volta   | 3ª Volta | 3ª Volta   | Notas                                                             |
| Data    | Candidato apoiado              | Votos    | %          | Votos    | %          | Votos    | %          | Notas                                                             |
| ------- | ------------------------------ | -------- | ---------- | -------- | ---------- | -------- | ---------- | ----------------------------------------------------------------- |
| 1911    | Bernardino Machado             | 86       | 39,6 (2.º) |          |            |          |            | Candidato pelo bloco democrático do Partido Republicano Português |
| 5/1915  | Teófilo Braga                  | 98       | 96,1 (1.º) |          |            |          |            |                                                                   |
| 8/1915  | Bernardino Machado             | 71       | 37,6 (1.º) | 75       | 40,5 (1.º) | 134      | 74,9 (1.º) |                                                                   |
| 8/1915  | António Xavier Correia Barreto | 44       | 23,3 (2.º) | 45       | 24,3 (2.º) | 18       | 10,1 (2.º) |                                                                   |
| 8/1915  | Augusto Alves da Veiga         | 4        | 2,1 (5.º)  | 4        | 2,2 (5.º)  |          |            |                                                                   |
| 4/1918  | Boicote                        | Boicote  | Boicote    | Boicote  | Boicote    | Boicote  | Boicote    | Boicote                                                           |
| 12/1918 | Basílio Teles                  | 1        | 0,8 (3.º)  |          |            |          |            |                                                                   |
| 1919    | Manuel Teixeira Gomes          | 82       | 45,3 (2.º) | 83       | 46,4 (2.º) | 31       | 18,6 (2.º) |                                                                   |
| 1919    | Afonso Costa                   | 3        | 1,7 (3.º)  |          |            |          |            |                                                                   |
| 1919    | Francisco de Azevedo e Silva   | 1        | 0,6 (4.º)  |          |            |          |            |                                                                   |
| 1919    | Sebastião de Magalhães Lima    | 1        | 0,6 (6.º)  |          |            |          |            |                                                                   |
| 1919    | António Correia Barreto        | 1        | 0,6 (7.º)  |          |            |          |            |                                                                   |
| 1923    | Manuel Teixeira Gomes          | 108      | 57,8 (1.º) | 117      | 58,5 (1.º) | 121      | 62,4 (1.º) |                                                                   |
| 1923    | Augusto Vieira Soares          | 1        | 0,5 (4.º)  | 2        | 1 (4.º)    |          |            |                                                                   |
| 1923    | Sebastião de Magalhães Lima    | 1        | 0,5 (5.º)  |          |            |          |            |                                                                   |
| 1925    | Bernardino Machado             | 124      | 70,9 (1.º) | 148      | 93,1 (1.º) |          |            |                                                                   |
| 1925    | Afonso Costa                   | 1        | 0,6 (5.º)  |          |            |          |            |                                                                   |